# تمشک کانادایی
تمشک کانادایی (نام علمی: Rubus canadensis) نام یک گونه از سرده تمشک است.